# 高廉道
高廉道，清朝時廣東的行政區劃。乾隆三年十一月，高雷廉道雷州府往屬雷瓊道，稱高廉道。乾隆十三年，為按察使司副使銜。乾隆二十三年四月，加水利銜。光緒十四年增轄欽州直隸州，移治廉州府，並改名高廉欽道。